# Aktiengesellschaft für Automobilbau
Die Aktiengesellschaft für Automobilbau (kurz: A.G.A. oder AGA) war ein deutscher Automobilhersteller.

## Unternehmensgeschichte

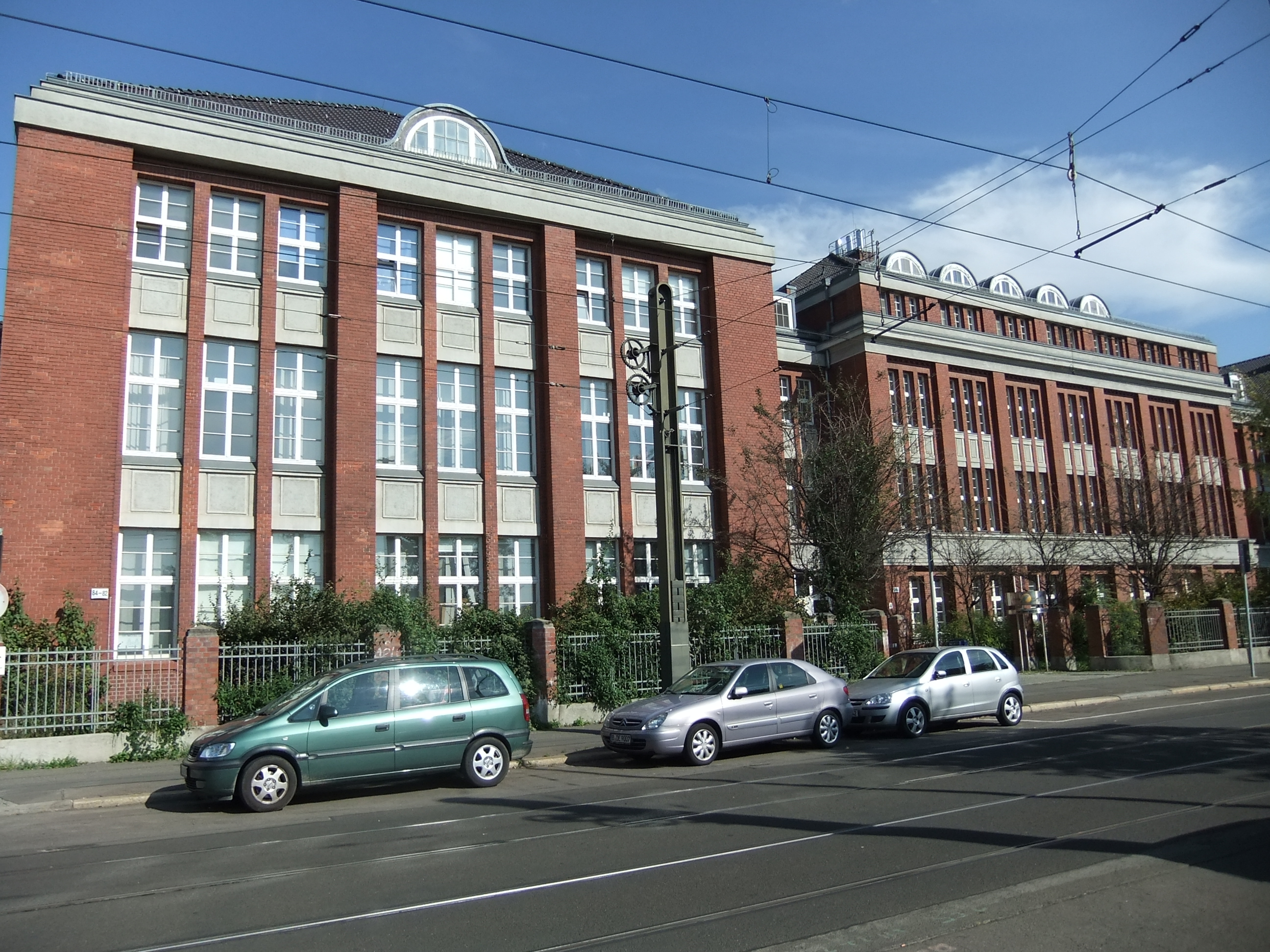
AGA-Gebäude, Herzbergstraße 82–84 in Berlin-Lichtenberg

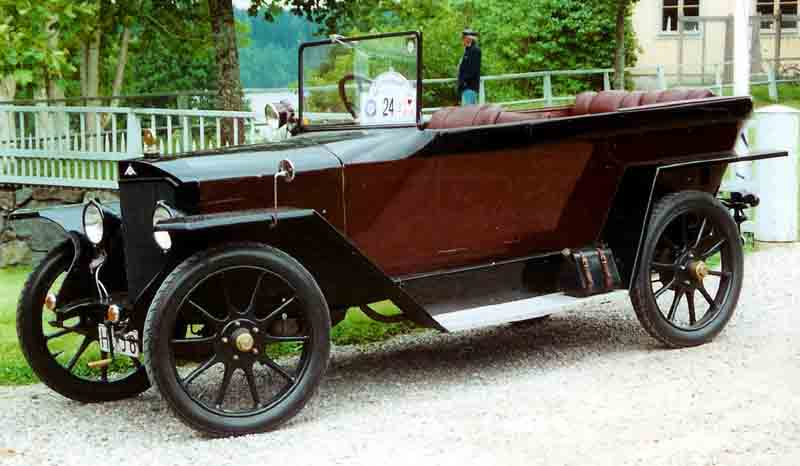
AGA Typ A 6/16 PS (1921)

Das Unternehmen wurde 1909 unter der Firma Autogen-Gas-Akkumulator-AG als deutsche Tochtergesellschaft des bis ins 21. Jahrhundert bestehenden schwedischen Unternehmens Aktiebolaget Gas-Accumulator (AGA) in Berlin gegründet.
Ab 1917 hatte es seinen Sitz in dem erst nach dem Ende des Ersten Weltkriegs endgültig fertiggestellten eigenen Fabrikbau an der Herzbergstraße in Berlin-Lichtenberg. Im Ersten Weltkrieg stellte das Unternehmen u. a. Maschinengewehrteile her.
1920 wurde das bestehende Unternehmen in Aktiengesellschaft für Automobilbau (AGA) umfirmiert und gleichzeitig ein neues Unternehmen unter der alten Firma Autogen-Gas-Akkumulator-AG gegründet, so dass das Berliner Gas-Unternehmen AGA neben dem Automobilproduzenten weiter existierte und im Übrigen auch noch nach 1945 in West-Berlin tätig war. Seit 1922 gehörte das Berliner Automobil-Unternehmen AGA zum Stinnes-Konzern. Diese Daten ergeben sich aus dem im Berliner Landesarchiv vorhandenen Handelsregister. Nach einer anderen Quelle hatte Stinnes 50 % der Anteile von den schwedischen Besitzern erworben.
Im Herbst 1919 wurde ein erster Personenkraftwagen, der AGA Typ A 6/16 PS in Berlin öffentlich präsentiert; möglicherweise hatte es bereits eine zuvor montierte Vorserie gegeben. Der dem in den 1920er Jahren hauptsächlich üblichen Aufbautyp als offener Viersitzer zunächst meist mit betont eckigen Kotflügeln und Spitzkühler karossierte erste AGA-Wagen basierte auf dem belgischen FN 6 PS, galt jedoch seitens des Herstellers nicht als Lizenzbau. Sein seitengesteuerter Vierzylinder-Reihenmotor hatte 1,4 Liter Hubraum und entwickelte 11,8 kW (16 PS). Die Kraft wurde über eine Lederkonuskupplung und ein Dreiganggetriebe mit Schalthebel rechts außen am Fahrzeug auf die Räder der starren, blattgefederten Hinterachse weitergeleitet. Eine Besonderheit einer der Karossierungen dieses Fahrzeugs war das eingebaute Verdeck, das in einem Kasten hinter den Rücksitzen verschwand. Durch Undichtigkeit und Einklappen des nassen Verdecks kam es angeblich aufgrund mangelnder Lüftung immer wieder zu unschönen Stockflecken. Dabei ist zu berücksichtigen, dass dieser Mangel bei falscher Handhabung, also dem Zusammenlegen eines feuchten Verdecks, auch bei Verdecken passiert, die nicht in einem solchen Kasten Platz finden.
1921 bekam der an seinem Spitzkühler erkennbare Typ A einen konstruktiv unveränderten Motor mit einer stärkeren Leistung von 20 PS. Ein Jahr später kam der an seinem Flachkühler erkennbare AGA Typ C 6/20 PS auf den Markt. Wie in den 1920er Jahren üblich, war die Karosserie auch beim AGA ein Zulieferteil, so dass es AGA-Wagen mit einer großen Zahl voneinander abweichender Aufbauten als Vier- und Zweisitzer, als offenen Phaeton, Limousine, Landaulet oder Lieferwagen gab. AGA-Wagen wurden häufig in Großstädten als Taxi eingesetzt. Gegen Ende der Produktionszeit wurden ein etwas verlängerter Typ C mit 24 PS hergestellt. Eine Vierradbremse war zu dieser Zeit ebenfalls lieferbar.
AGA war insbesondere in der ersten Hälfte der 1920er Jahre im Automobilrennsport engagiert. Drei Wagen waren im September 1921 beim ersten Rennen auf der Berliner AVUS beteiligt. Für die Beteiligung an der Targa Florio 1924, dem berühmten Straßenrennen auf Sizilien, baute AGA eigens einen Rennwagen des Typs TF (= Targa Florio).
Bereits im September 1924 gab es unter Leitung des Stinnes-Sohnes Edmund Stinnes Anzeichen für finanzielle Probleme. Offenbar infolge der Währungsumstellung kaufte Stinnes die Dinos-Automobilwerke AG und im Mai 1925 die Rheinische Automobilbau-Aktiengesellschaft (Rabag), die Bugatti-Voiturettes der Typen 22 und 23 in Lizenz baute. Im November 1925 geriet Stinnes in Konkurs. Trotz dieser Schwierigkeiten entstanden 1925 noch 2800 AGA-Automobile.

### Nachfolgeunternehmen
Eine Auffanggesellschaft, die Aga-Kraftwagen-Verwertungs-GmbH montierte bis 1927 noch einige Typ-C-Fahrzeuge aus Restteilen. 1927 entstand als Nachfolger die Aga Fahrzeugwerke GmbH, die den Typ C noch zwei Jahre lang auch als 6/24 PS baute. 1929 musste auch dieses Unternehmen Konkurs anmelden. Insgesamt waren in zehn Jahren mehr als 10.000 Fahrzeuge mit dem Marke AGA entstanden. Rabag war bereits Ende 1925 aufgegeben worden; einige wenige Fahrzeuge wurden 1926 montiert.

## Pkw-Modelle der AGA
| Typ           | Bauzeitraum | Zylinder | Hubraum  | Leistung        | {\displaystyle v_{max}} |
| ------------- | ----------- | -------- | -------- | --------------- | ----------------------- |
| Typ A 6/16 PS | 1919–1921   | 4 Reihe  | 1418 cm³ | 11,8 kW (16 PS) | 65 km/h                 |
| Typ C 6/20 PS | 1921–1927   | 4 Reihe  | 1418 cm³ | 14,7 kW (20 PS) | 75 km/h                 |
| Typ C 6/24 PS | 1927–1928   | 4 Reihe  | 1418 cm³ | 17,6 kW (24 PS) | 80 km/h                 |